# ویلانگا، استرالیای جنوبی
ویلانگا (به انگلیسی: Willunga) یک شهرک در استرالیا است که در استرالیای جنوبی واقع شده‌است.